# Cephalocereus columna-trajani
Cephalocereus columna-trajani, conocido comúnmente como cardón blanco, es una especie de planta suculenta perteneciente al género Cephalocereus, dentro de la familia Cactaceae. Es endémica de México.

## Descripción

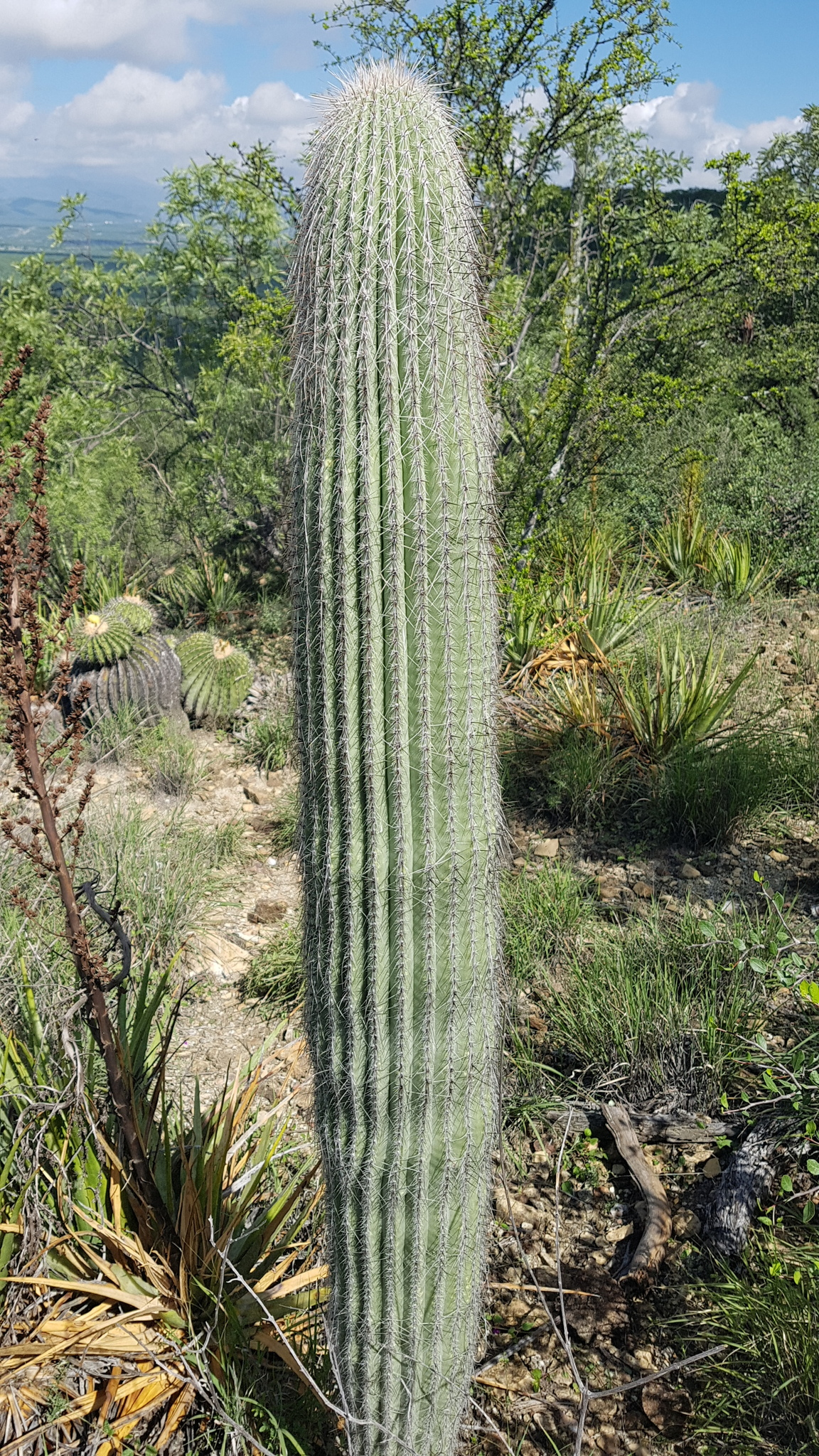
Porte de la planta

Cephalocereus columna-trajani es una especie de cactus de tallos verdes no ramificados que alcanza alturas de 6 a 10 m y diámetros de hasta 40 cm. Presenta de 16 a 26 costillas que están casi completamente divididas en tubérculos por surcos transversales.   
Sobre ellas se asientan areolas blancas y justo de las que se sitúan cerca de la punta del brote, emergen abundantes pelos blancos y sedosos. Tienen de 5 a 8 espinas centrales rígidas, orientadas hacia abajo, grisáceas y de hasta 8 cm de largo. También hay de 14 a 18 espinas marginales blancas que miden hasta 1 cm de largo. 

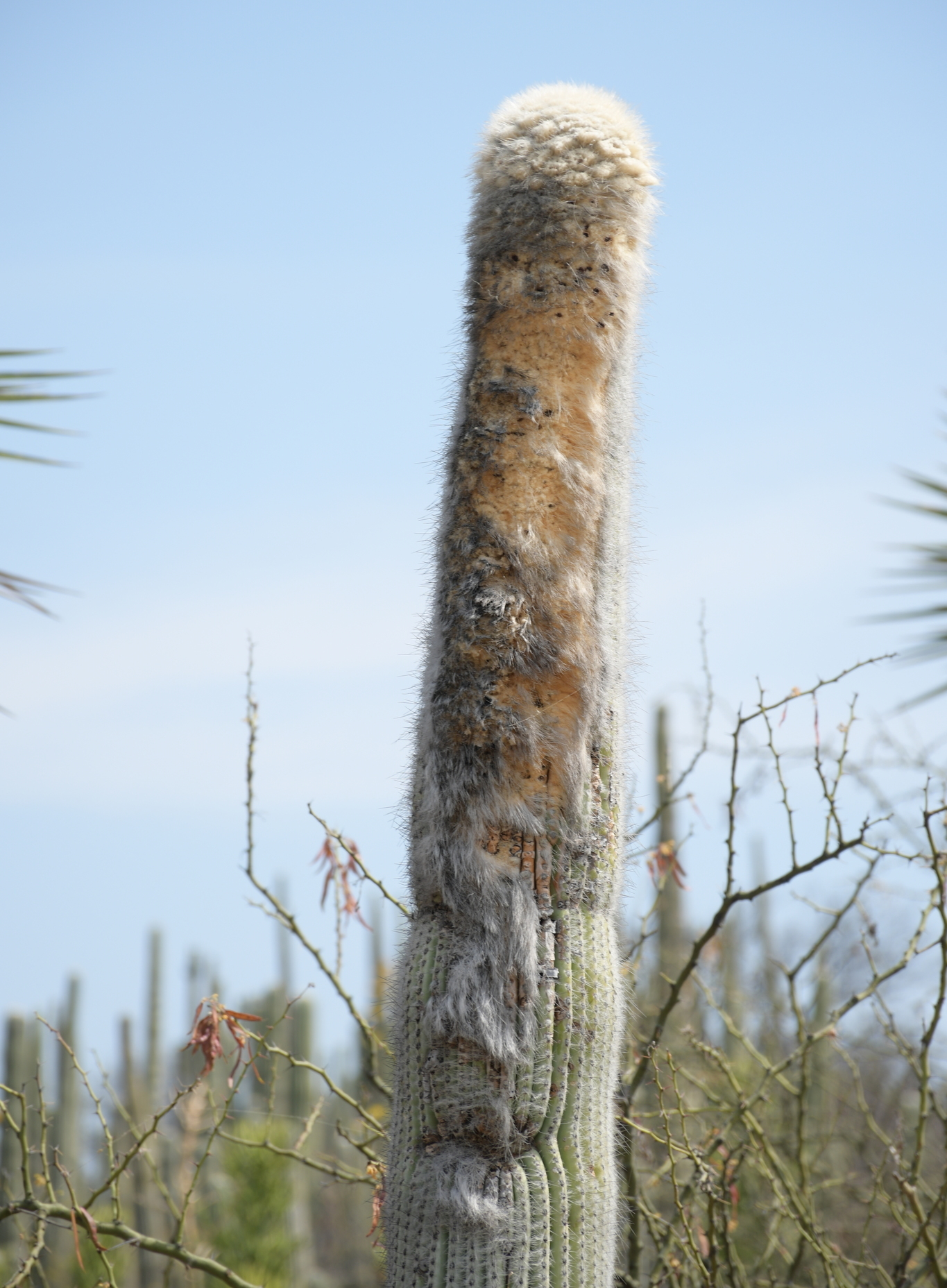
Detalle del pseudocefalio

Las flores, de forma tubular o acampanada, son de color blanco a amarillo claro y tienen una longitud de hasta 7,5 cm y el mismo diámetro. Son nocturnas y nacen en una estructura lanosa llamada pseudocefalio que aparece lateralmente. Es estrecho, de 2 a 3 m de largo, y se extiende hasta la parte superior del brote. Generalmente está dirigido hacia el norte y está formado por pelos lanudos de color amarillento de 4 a 6 cm de largo. Florece entre los meses de marzo y junio.
Los frutos son blanquecinos y ovoides de 4 cm de diámetro, con poca carne.

## Distribución y hábitat
El área de distribución nativa de esta especie es México (concretamente en los estados de Puebla y Oaxaca) y crece principalmente en biomas desérticos o de matorrales secos sobre suelos calizos, entre los 600 y 1800 m sobre el nivel del mar, donde forma bosques densos.

## Taxonomía
La primera descripción de esta especie fue como Cereus columna-trajani, publicada en 1837 por los botánicos Wilhelm Friedrich von Karwinsky von Karwin y Ludwig Georg Karl Pfeiffer en el libro Enumeratio Diagnostica Cactearum: 76.
Más tarde, el botánico alemán Karl Moritz Schumann trasladó la especie al género Cephalocereus, por lo que pasó a llamarse Cephalocereus columna-trajani. Registró estos cambios en el libro Gesamtbeschreibung der Kakteen 198, publicado en 1897.
Etimología
- Cephalocereus: nombre genérico que deriva de la palabra griega kephalē (que significa 'cabeza', en alusión a la estructura lanosa llamada cefalio donde nacen sus flores), y la palabra latina cereus (que se traduce como 'vela' o 'cirio'), haciendo alusión a su forma alargada perfectamente recta. También puede hacer referencia al género Cereus, por lo que se traduciría como 'cereus con cabeza o cefalio'.[5]
- columna-trajani: epíteto específico que proviene del latín y que significa 'columna de Trajano', haciendo referencia a su forma alargada perfectamente recta, semejante a la de una columna romana.[6]

Sinonimia
- Cephalocereus columna (Walp.) K.Schum., 1894
- Cephalophorus columna-trajani (Karw. ex Pfeiff.) Lem., 1838
- Cephalocereus hoppenstedii (J.N.Haage & E.Schmidt) K.Schum., 1894
- Cereus columna Walp., 1846
- Cereus columna-trajani Karw. ex Pfeiff., 1837 (basónimo)
- Cereus hoppenstedtii (J.N.Haage y E.Schmidt) Mottet, 1898-1899
- Cereus lateribarbatus Lem., 1862
- Haseltonia columna-trajani (Karw. ex Pfeiff.) Backeb., 1960
- Haseltonia hoppenstedtii (J.N.Haage & E.Schmidt) Backeb., 1951
- Melocactus columna-trajani Pfeiff., 1837
- Mitrocereus columna-trajani (Karw. ex Pfeiff.) E.Y.Dawson, 1948
- Pachycereus columna-trajani (Karw. ex Pfeiff.) Britton & Rose, 1909
- Pilocereus columna (Karw. ex Pfeiff.) Lem., 1839
- Pilocereus hoppenstedtii J.N.Haage & E.Schmidt, 1874
- Pilocereus lateralis F.A.CWeber, 1898
- Pilocereus lateribarbatus Pfeiff. ex C.F.Först. & Rümpler, 1885

## Estado de conservación
En la Lista Roja de Especies Amenazadas de la UICN, la especie está clasificada como de “Preocupación Menor (LC)”.

## Usos
Se cultiva principalmente como planta ornamental y su propagación se realiza normalmente a través de esquejes o semillas. Además, en algunas ocasiones, cuando los individuos de la especie caen de forma natural, su madera es utilizada como combustible.

## Galería

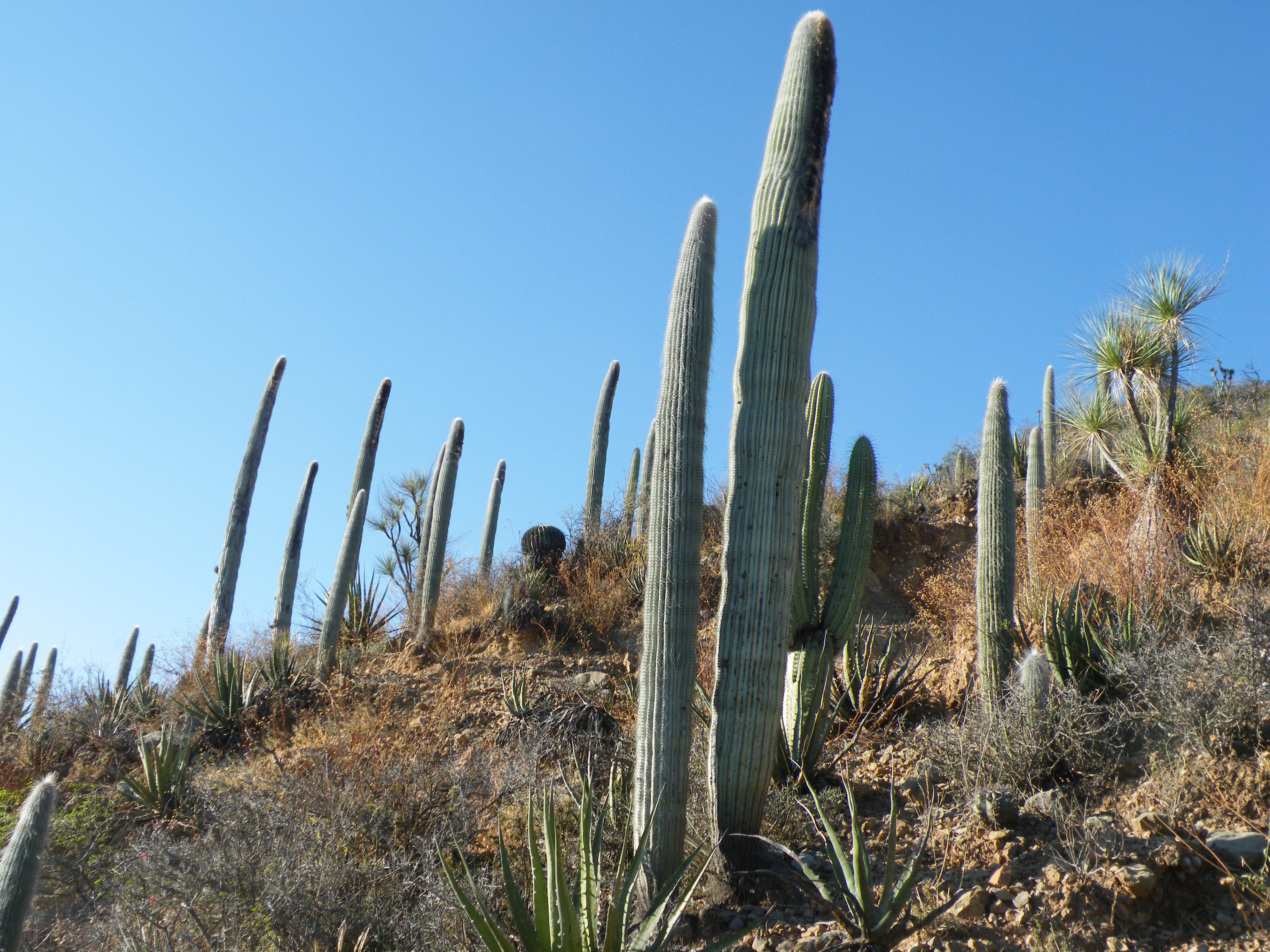
Planta en su hábitat
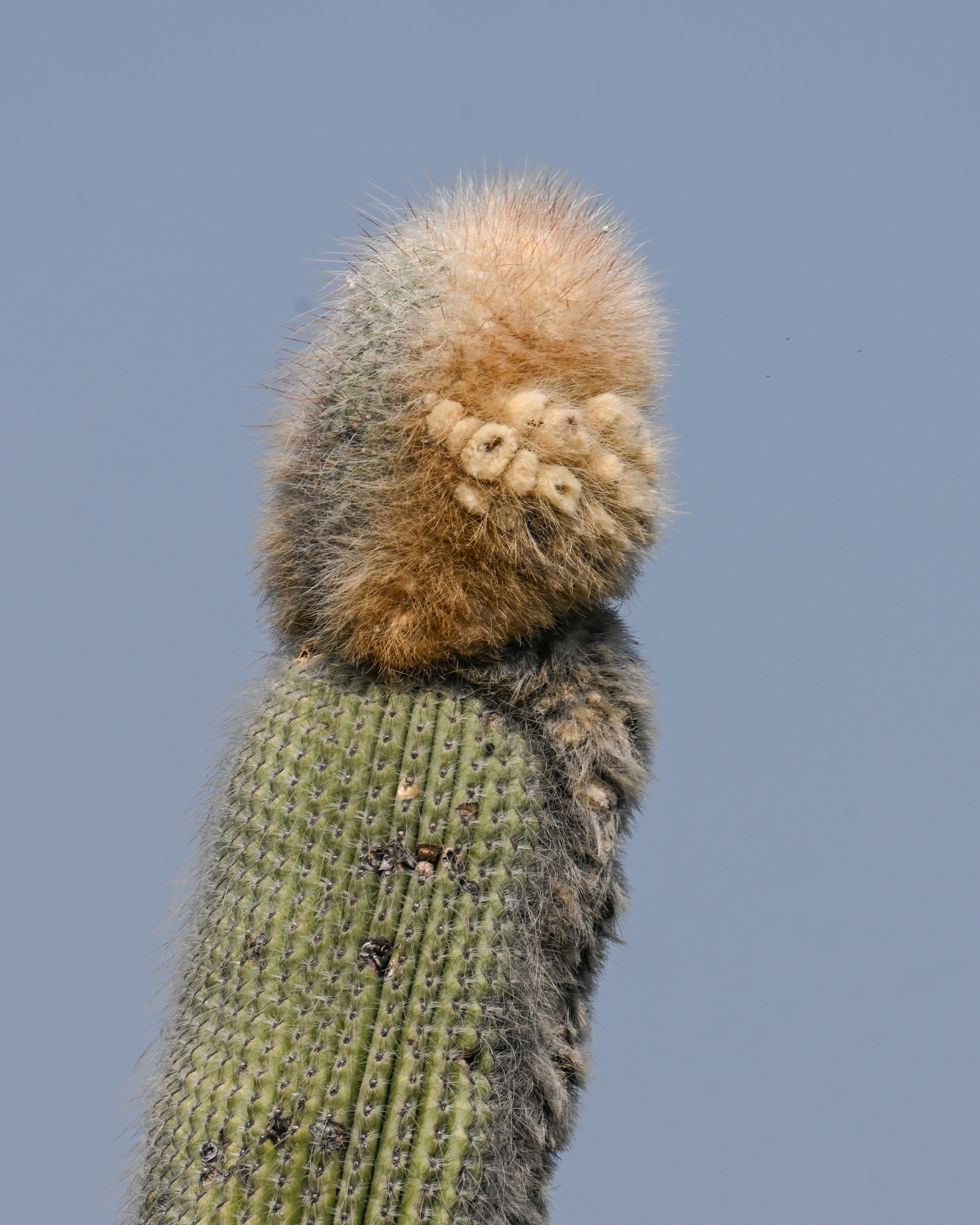
Detalle del cefalio
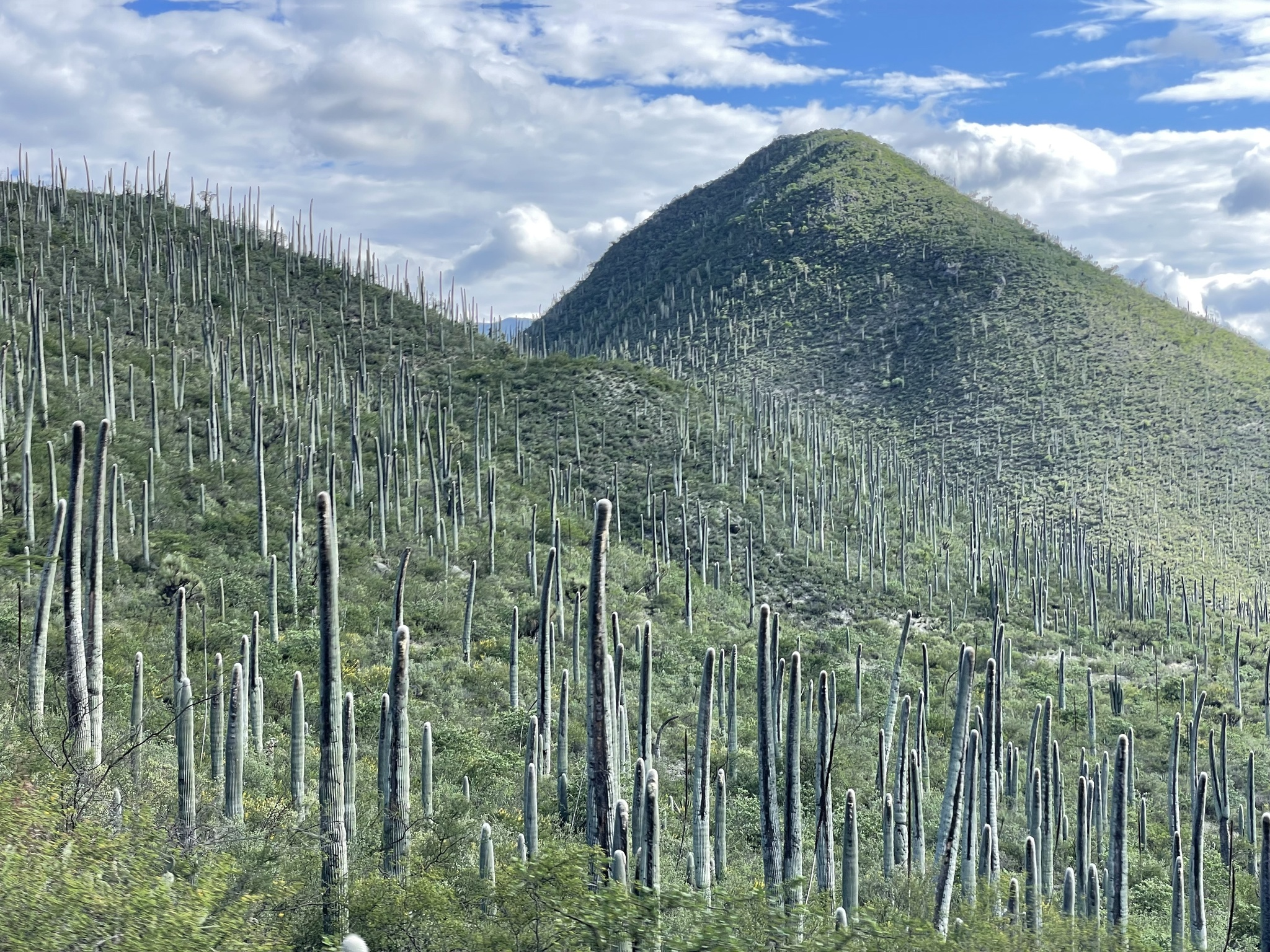
Población de cactus
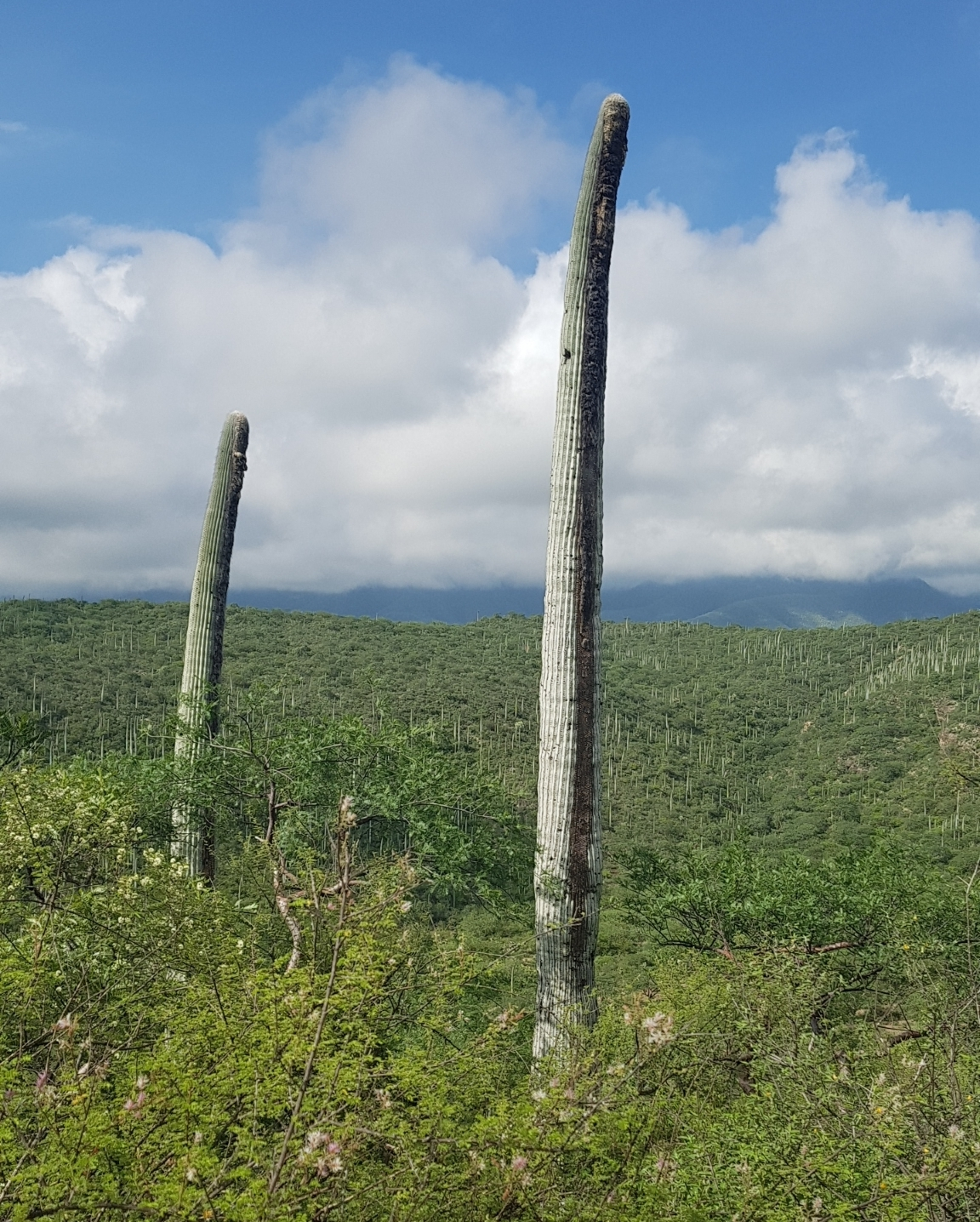
Porte de la planta
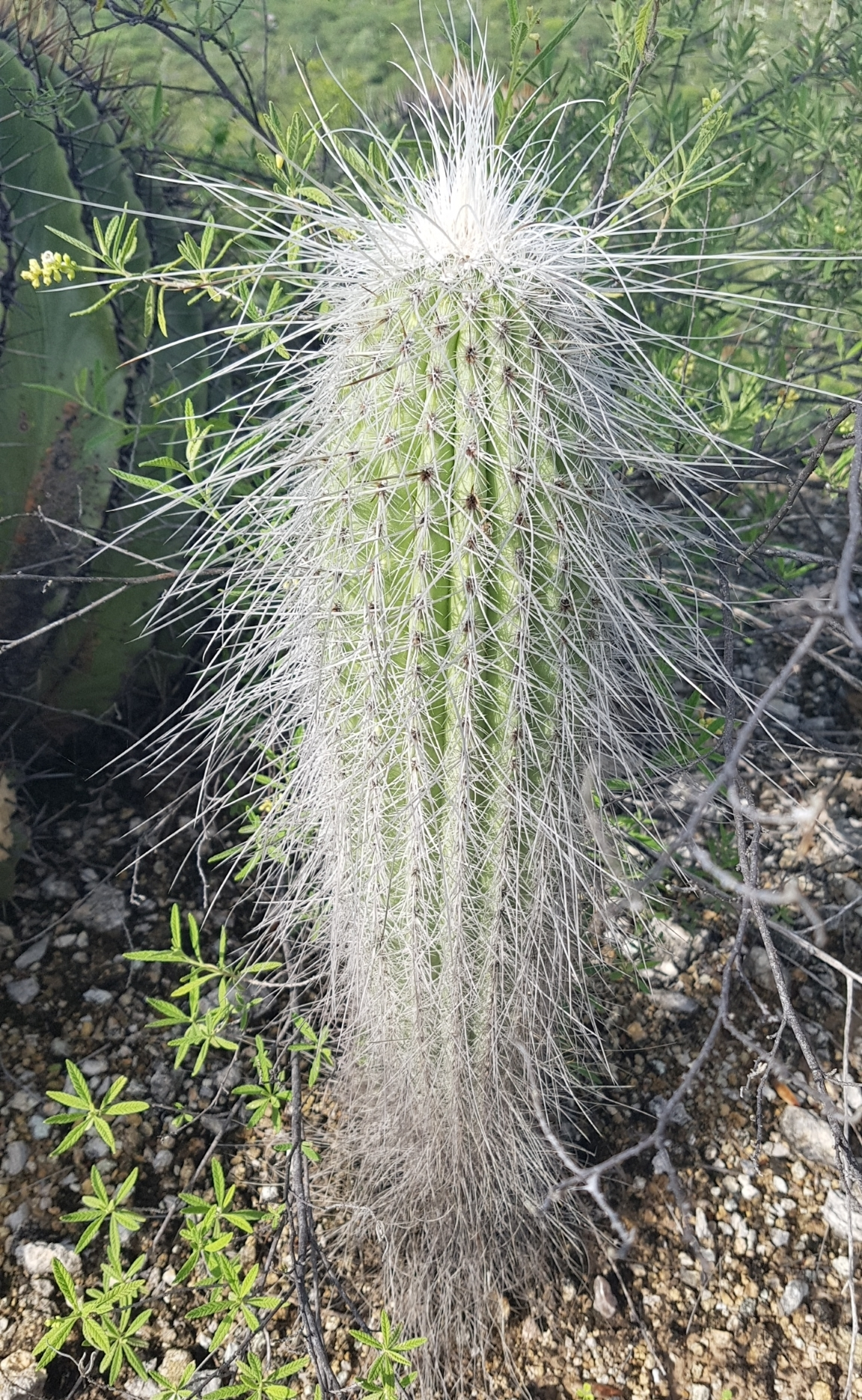
Planta en crecimiento